# Kesha Xiang
Kesha Xiang (kinesiska: 颗砂乡) är en socken i Kina. Den ligger i provinsen Hunan, i den södra delen av landet, omkring 310 kilometer väster om provinshuvudstaden Changsha. Antalet invånare är 13414. Befolkningen består av 6 515 kvinnor och 6 899 män. Barn under 15 år utgör 26,0 %, vuxna 15-64 år 62 %, och äldre över 65 år 11,0 %.
Kesha Xiang delas in i:
- 颗砂村
- 太坪村
- 新寨村
- 上马村
- 比溪村
- 树竹村
- 白龙村
- 两河村
- 山河村
- 年丰村

Genomsnittlig årsnederbörd är 1 711 millimeter. Den regnigaste månaden är maj, med i genomsnitt 288 mm nederbörd, och den torraste är december, med 22 mm nederbörd.